# Odontotrichum goldsmithii
Odontotrichum goldsmithii là một loài thực vật có hoa trong họ Cúc. Loài này được (B.L.Rob.) Rydb. mô tả khoa học đầu tiên năm 1924.